# مانفريد بينز
مانفريد «ماني» بينز (بالألمانية: Manfred Binz)‏ مواليد 22 سبتمبر عام 1965 في مدينة فرانكفورت

لاعب كرة القدم، ألمانيا سابق، يلعب في مركز الدفاع.

## مسيرته الكروية
لعب مانفريد بينز خلال مسيرته الاحترافية مع 5 أندية في عشرون موسمًا وسجل خلالها 36 هدفًا ضمن 469 مباراة. حيث فاز في موسم واحد بالكأس ولم يفز بأي دوري.
خاض مانفريد بينز مسيرته مع نادي آينتراخت فرانكفورت في موسم 1984–85 ليلعب معه اثنا عشر موسمًا، مشاركًا في 336 مباراة سجل خلالها 26 هدفًا. ثم انتقل إلى نادي بريشيا في موسم 1996–97 ولمدة موسمين، حيث شارك في 44 مباراة سجل خلالها 3 أهداف. لينتقل بعدها إلى نادي بوروسيا دورتموند للفورميلا في موسم 1997–98 ولمدة موسمين، مشاركًا في 13 مباراة ولم يسجل أي هدف. ثم انتقل إلى نادي كيكرز أوفنباخ في موسم 1999–00 واستمر معه طيلة ثلاثة مواسم، مشاركًا في 68 مباراة سجل خلالها 7 أهداف. هذا وانتقل لاحقًا إلى Eintracht Frankfurt II ‏ في موسم 2002–03 لمدة موسم واحد، مشاركًا في 8 مباريات ولم يسجل أي هدف.

## روابط خارجية
- مانفريد بينز على موقع قاعدة بيانات كرة القدم.إي يو (الإنجليزية)
- مانفريد بينز على موقع بيانات كرة القدم. دي إي (الألمانية)
- مانفريد بينز على موقع ناشيونال فوتبول تيمز (الإنجليزية)
- مانفريد بينز على موقع عالم كرة القدم.نت (الإنجليزية)